# Calophasia offuscata
Calophasia offuscata är en fjärilsart som beskrevs av Berg 1889. Calophasia offuscata ingår i släktet Calophasia och familjen nattflyn. Inga underarter finns listade i Catalogue of Life.